# Plebejus margineopunctata
Plebejus margineopunctata är en fjärilsart som beskrevs av Tutt 1909. Plebejus margineopunctata ingår i släktet Plebejus och familjen juvelvingar. Inga underarter finns listade i Catalogue of Life.